# Джизлени, Джованни Баттиста
Джованни Баттиста Джизлени (итал. Giovanni Battista Gisleni, 1600, Рим — 3 мая 1672, Рим) — итальянский архитектор, музыкант и декоратор. Родился в Риме. Учился в Академии св. Луки. С 1630 года жил в Речи Посполитой, где работал придворным архитектором королей: Сигизмунда III, Владислава IV, и Яна II Казимира. В 1668 году вернулся в Италию, и через несколько лет умер в Риме. Похоронен в церкви Санта-Мария-дель-Пополо.
Известные работы:
- Проект алтаря для чудотворной иконы Черной Мадонны из Ченстоховы в монастыре Ясная Гора (около 1630)
- Костёл кармелиток босых (ныне Церковь Сретения Господня) во Львове (1642)
- Алтарь в стиле барокко в Вавельском соборе (1650)
- Костёл Успения Богородицы в Варшаве (1652)